# Szymon Wiesenthal

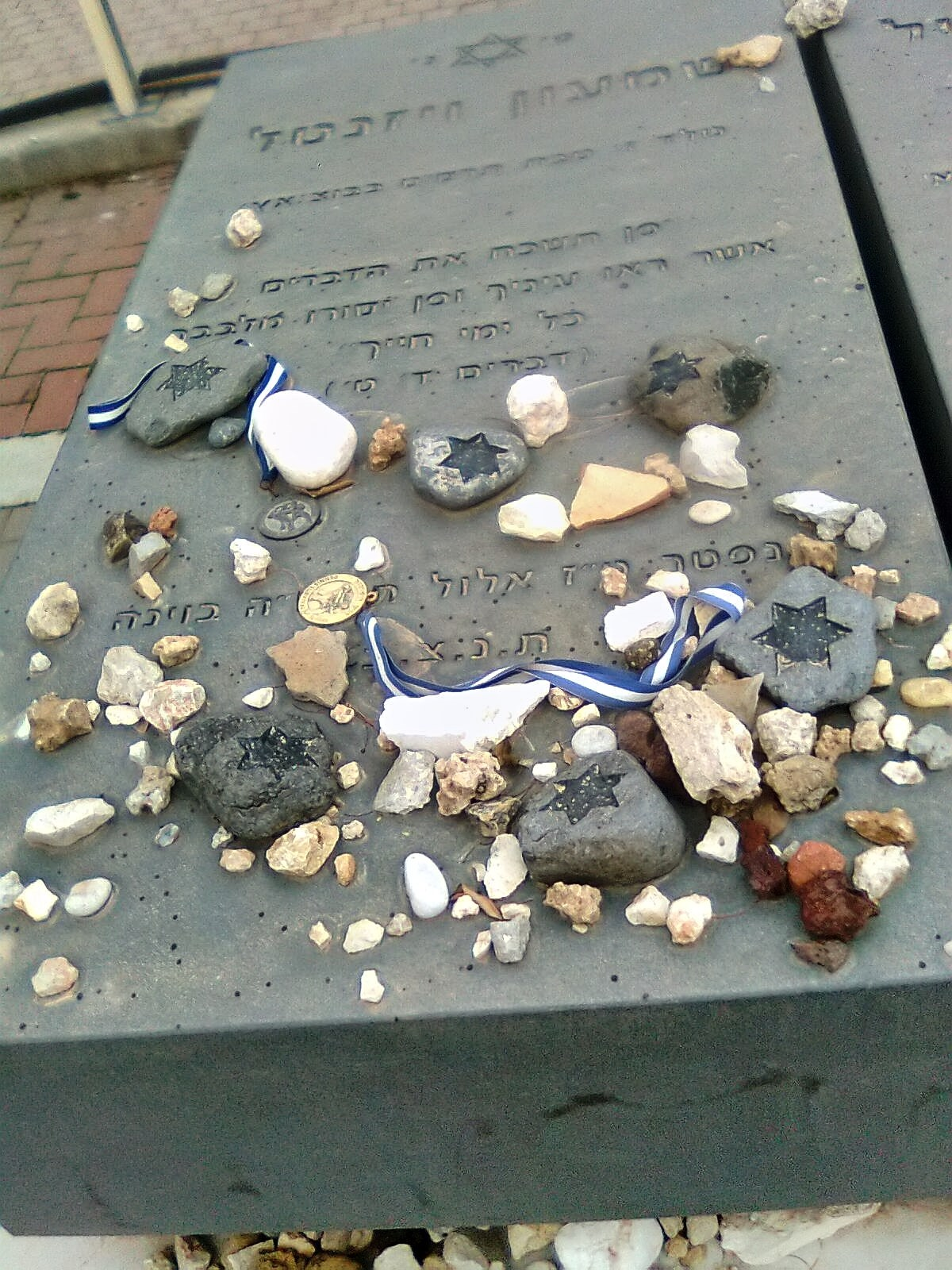
Grób Szymona Wiesenthala w Herclijji

Szymon Wiesenthal (hebr. ‏שִׁמְעוֹן וִיזנְטל‎, niem. Simon Wiesenthal; ur. 31 grudnia 1908 w Buczaczu, zm. 20 września 2005 w Wiedniu) – żydowski działacz, inżynier architekt, tropiciel hitlerowskich zbrodniarzy wojennych, najsłynniejszy tzw. „łowca nazistów”. Przyczynił się do ujęcia m.in. Adolfa Eichmanna.

## Życiorys
Urodził się 31 grudnia 1908 roku w Buczaczu (wówczas w Austro-Węgrzech, obecnie w rejonie buczackim obwodu tarnopolskiego). Po śmierci ojca w czasie I wojny światowej jego matka przeprowadziła się na krótko wraz z dziećmi do Wiednia. Po ponownym zamążpójściu powróciła do Buczacza, gdzie Szymon uczęszczał do miejscowego gimnazjum (tutaj w roku szkolnym 1926/1927 ukończył VIII klasę, maturę zdał 23 maja 1928), potem starał się o przyjęcie na studia na wydziale architektury Politechniki Lwowskiej. Nieprzyjęty z powodu nieformalnego stosowania zasady numerus clausus udał się na studia do Pragi. W 1932 roku ukończył Politechnikę Praską. Po studiach zamieszkał we Lwowie, gdzie do wybuchu II wojny światowej prowadził własną firmę architektoniczną. W 1936 roku ożenił się z Cylą Mueler.
22 września 1939 roku na mocy paktu Ribbentrop-Mołotow Lwów został zajęty przez Sowietów, którzy przystąpili do likwidacji prywatnej własności, przemysłu i handlu. NKWD uwięziło teścia Wiesenthala, jego szwagier został zastrzelony, on sam zaś pozbawiony firmy. Został też zmuszony do podjęcia pracy mechanika w państwowej fabryce. Dzięki łapówce wręczonej funkcjonariuszowi NKWD uratował siebie i swoją rodzinę przed deportacją na Syberię.
29 czerwca 1941 roku Lwów został zajęty przez wojska niemieckie. Rozpoczęły się pogromy Żydów. Wiesenthal uratował życie dzięki wstawiennictwu swojego byłego pracownika, który współpracował z policją ukraińską. Po utworzeniu przez Niemców we Lwowie getta i obozu janowskiego, w którym więziono głównie Żydów, Wiesenthal przez jakiś czas był więźniem tego obozu. Udało mu się jednak dostać pracę w warsztatach kolejowych, gdzie pracował wraz z żoną. W 1942 roku naziści podjęli decyzję o tzw. ostatecznym rozwiązaniu kwestii żydowskiej. Matka Wiesenthala została wywieziona do obozu zagłady Bełżec w sierpniu 1942 roku (gdzie zginęła). Żona została uratowana (dzięki blond włosom) przy współpracy z polskim podziemiem. Jesienią 1942 roku udało się „przerzucić” ją na „aryjską” stronę. Przeżyła szczęśliwie w Warszawie – do końca nie zdekonspirowana, pod nazwiskiem „Irena Kowalska”, pracując jako laborantka. Reszta rodziny (w sumie 89 osób) zginęła podczas likwidacji getta we wrześniu 1942 roku.
Wiesenthal uratował się z akcji likwidacji Żydów w obozie kolejowym, w którym pracował, w październiku 1943 roku, dzięki pomocy zastępcy dyrektora. W czerwcu 1944 roku został ponownie osadzony w obozie janowskim. 200-osobowa SS-owska załoga obozu pozostawiła przy życiu 43 spośród 149 tys. żydowskich więźniów, aby jako straż obozowa nie podlegać wysyłce na front. Z tą niewielką grupą, zagarniając po drodze wszystkich mieszkańców wsi Chełmiec (aby poprawić proporcje nadzorcy-więźniowie) ewakuowała się na zachód przed szybko przesuwającym się frontem. Przechodząc kolejno 6 obozów koncentracyjnych (m.in. Płaszów, Gross-Rosen, Buchenwald), cudem unikając egzekucji, Wiesenthal dotarł do obozu Mauthausen w Górnej Austrii. Tam 5 maja 1945 roku został uwolniony przez wojska amerykańskie. Wówczas za swój życiowy cel przyjął ściganie zbrodniarzy hitlerowskich.
Był współzałożycielem w 1947 roku w Linzu Jewish Historical Documentation Center, organizacji zajmującej się gromadzeniem dokumentacji, dotyczącej zbrodni i zbrodniarzy wojennych, zamkniętej w 1954 roku. Przyczynił się m.in. do wytropienia, schwytania i skazania (w 1960 roku) jednego z głównych organizatorów „rozwiązania kwestii żydowskiej”, oficera SS, Adolfa Eichmanna, osądzonego następnie w Izraelu i skazanego na karę śmierci, a także Franza Stangla (komendanta obozów zagłady Treblinka i Sobibor). Po ujęciu Eichmanna przez Mosad, Wiesenthal otworzył w Wiedniu Żydowskie Centrum Dokumentacji. Działalność Żydowskiego Centrum Dokumentacji przyczyniła się do postawienia przed sądem ponad tysiąca zbrodniarzy nazistowskich.
Był przeciwnikiem polityki pomijania zbrodni popełnionych przez Żydów na Żydach na rozkaz nazistów.
Współpracował z Mosadem, zbierając dane gospodarcze oraz informacje o osobach związanych z reżimami arabskimi (np. Alois Brunner).
Był dziennikarzem i pisarzem. Opublikował kilkanaście książek na temat wojny i Holokaustu. Zajmował się także muzyką – był znany z doskonałych wykonań muzyki czeskiej, węgierskiej i austriackiej. Wspierał polskie antyrasistowskie Stowarzyszenie „Nigdy Więcej”.
W 1997 roku otrzymał tytuł doktora honoris causa Uniwersytetu Karola w Pradze. Odznaczony Krzyżem Komandorskim Orderu Odrodzenia Polski (1994). Jego imieniem nazwano Centrum Szymona Wiesenthala – utworzoną w 1977 międzynarodową agencję zajmującą się przechowywaniem pamięci o Holokauście i obroną praw człowieka.
Zmarł w 2005 roku w Wiedniu, a pochowany został w izraelskim mieście – Herclijja.

## Odznaczenia
Chronologicznie:
- 1978 – Krzyż Komandorski Orderu Oranje-Nassau (Holandia)
- 1979 – Odznaka Honorowa za Zasługi dla Wyzwalania Austrii
- 1979 – Krzyż Komandorski Orderu Zasługi (Włochy)
- 1980 – Złoty Medal Kongresu (Stany Zjednoczone)
- 1981 – Krzyż Komandorski Orderu Zasługi (Luksemburg)
- 1985 – Krzyż Wielki Orderu Zasługi (RFN)
- 1986 – Krzyż Kawalerski Orderu Legii Honorowej (Francja)
- 1993 – Krzyż Honorowy za Naukę i Sztukę (Austria)
- 1994 – Krzyż Komandorski Orderu Odrodzenia Polski (Polska)[10]
- 1995 – Krzyż Komandorski Orderu Zasługi (Luksemburg)
- 1999 – Krzyż Komandorski Orderu Białego Lwa (Czechy)
- 1999 – Krzyż Wielki Orderu Bernardo O’Higginsa (Chile)
- 2000 – Prezydencki Medal Wolności (Stany Zjednoczone)
- 2004 – Kawaler Komandor Orderu Imperium Brytyjskiego (Wielka Brytania)
- 2005 – Wielka Złota Odznaka Honorowa za Zasługi (Austria)

## Publikacje
- Prawo nie zemsta • Wspomnienia, Znak, Kraków 2010, ISBN 978-83-240-1352-4.
- Denn sie wußten, was sie tun • Zeichnungen und Aufzeichnungen aus dem KZ Mauthausen, Deuticke Franz Verlagges, Vienna 1995, ISBN 3-216-30114-1.
- The Sunflower • On the Possibilities and Limits of Forgiveness, Schocken, 1998, ISBN 0-8052-1060-1.
- Brak sprawiedliwości wobec zbrodni hitlerowskich, Universitas, Kraków 1995, ISBN 83-7052-324-2.